# Gloria Kemasuode
Gloria Kemasuode (* 30. Dezember 1979 in Delta) ist eine nigerianische Leichtathletin, die sich auf den 100-Meter-Lauf und den 200-Meter-Lauf spezialisiert hat.

## Werdegang
Sie nahm an den Olympischen Spielen 2004 in Athen und an den Weltmeisterschaften 2005 in Helsinki teil. Dabei belegte mit der 4-mal-100-Meter-Staffel Nigerias jeweils den siebten Platz.
2006 siegte sie bei den nigerianischen Meisterschaften im 100-Meter-Lauf in einer Zeit von 11,33 s. Bei den Afrika-Meisterschaften 2008 in Addis Abeba gewann sie mit der 4-mal-100-Meter-Staffel die Goldmedaille.
Ihren bisher größten Erfolg feierte sie mit dem Gewinn der Bronzemedaille in der 4-mal-100-Meter-Staffel bei den Olympischen Spielen 2008 in Peking. Die nigerianische Sprintstaffel hatte sich ursprünglich gar nicht für den Wettbewerb qualifiziert und konnte nur teilnehmen, weil Finnland kurzfristig seine Staffel zurückzog. Kemasuode startete in Peking außerdem im 200-Meter-Lauf, schied jedoch mit einer Zeit von 23,72 s bereits in der ersten Runde aus. Am 17. August 2016 wurde den russischen Läuferinnen Jewgenija Poljakowa, Alexandra Fedoriwa, Julija Guschtschina und Julija Tschermoschanskaja die 2008 erworbene Goldmedaille in der 4-mal-100-Meter-Staffel wegen Dopings aberkannt. Die Medaillen von Belgien (jetzt Gold), Nigeria (jetzt Silber) und Brasilien (jetzt Bronze) wurden daraufhin aufrückend angepasst.
Gloria Kemasuode hat bei einer Körpergröße von 1,50 m ein Wettkampfgewicht von 65 kg.

## Doping
Im Juli 2009 wurde Kemasuode selbst wegen Dopings für zwei Jahre gesperrt.

## Bestleistungen
- 100 m: 11,21 s, 21. Dezember 2002, Canberra
- 200 m: 22,94 s, 23. Juni 2008, Abuja
- 60 m (Halle): 7,48 s, 26. Februar 2005, Liévin